# アウグスト・コンラーディ (中国学者)
アウグスト・コンラーディ（August Conrady、1864年4月28日 – 1925年6月4日）は、ドイツの言語学者、中国学者。

## 生涯と業績
1864年、ヴィースバーデンで生まれた。インド学・サンスクリット・比較言語学を学び、1886年にヴュルツブルク大学の博士の学位を取得した後、1891年以降ライプツィヒ大学でインド・東アジアの言語の私講師として働き、研究の中心を中国研究に移した。1897年に準教授、1920年に教授に昇進した。
生前あまり著作を公刊せず、大量の遺稿を残した。教え子のブルーノ・シンドラーが1926年の『Asia Major』誌にその一覧を載せている。
また、コンラーディは多くの学者を育てた。林語堂が博士論文を書いたときの指導教官はコンラーディだった。

## 研究内容・業績
- コンラーディの最も有名な著書は1896年に発表した『インドシナ語族（=シナ・チベット語族）の使役形・名詞形の形成と声調の関係』[4]である。この著作でコンラーディは中国語の声母の無声と有声の違いが文法的機能をになっていることに注目し、元はチベット語の文語に見られるような s- 接頭辞がついていたと考えた。
- コンラーディはスヴェン・ヘディンが楼蘭探検により発見した文書を解読した。その結果は1920年に出版された[5]。